# Eupithecia wittmeri
Eupithecia wittmeri là một loài bướm đêm trong họ Geometridae.